# Richard Mills (compositor)
Richard Mills   (14 de novembre de 1949) és un director i compositor australià. Actualment és el director artístic de l'Òpera Victoriana i anteriorment el director artístic de l'Opera d'Austràlia Occidental i consultor artístic de l'Orquestra Victoria. Va rebre l'encàrrec de l'Òpera estatal de Victoria per escriure la seva òpera Summer of the Seventeenth Doll (1996) i d'Òpera Austràlia per escriure l'òpera Batavia (2001).

## Carrera
Mills va néixer i va créixer a Toowoomba, Queensland, i va anar al "Nudgee College" de Brisbane. Va estudiar a Londres a la "Guildhall School of Music and Drama" i va treballar com a percussionista a Anglaterra i per a la Tasmanian Symphony Orchestra. Mills va començar a dirigir i compondre a la dècada de 1980.
El 1988, per celebrar el Bicentenari australià, "l'Australian Broadcasting Corporation" (ABC) va encarregar a Mills que reorquestrés Majestic Fanfare de Charles Williams, la sintonia de les emissions de televisió i notícies de l'ABC, amb un llenguatge australià més modern.
Es va comprometre a dirigir la primera producció completa d'Opera Australia del Der Ring des Nibelungen de Richard Wagner al "State Theatre" de Melbourne, el 2013, bicentenari del naixement del compositor. El 5 de juny de 2013 es va retirar del cicle Opera Australia Ring.

## Honors
- Va guanyar el premi de composició Albert H. Maggs el 1982.
- Va ser nomenat membre de l'Ordre d'Austràlia (AM) el 1999.[3]
- Va rebre el premi Green Room el 2001 i el 2002 i el premi Helpmann el 2002 per la seva òpera Batavia, el 2006 per la direcció de Tristan und Isolde de Wagner i el 2007 per la millor direcció musical de la seva òpera The Love of the Nightingale. També va rebre el premi "Ian Potter Foundation" per a compositors consolidats.
- Mills va ser el compositor destacat de Musica Viva Austràlia el 2008.
- El 2019 va ser elegit membre honorari de l'Acadèmia Australiana de les Humanitats (FAHA).[4]
- Premi APRA: 2009 Orchestral Work of the Year win for Tivoli Dances and nomination for Palm Court Suite both composed by Graeme Koehne and performed by Tasmanian Symphony Orchestra conducted by Richard Mills.[5]
- El Don Banks Music Award es va crear el 1984 per homenatjar públicament un artista sènior de gran distinció que ha fet una contribució destacada i sostinguda a la música a Austràlia.[6] Va ser fundat pel "Australian Council" en honor de Don Banks, compositor, intèrpret australià i el primer president del seu consell de música.